# Illaskurðshnjúkur
Illaskurðshnjúkur är en bergstopp i republiken Island. Den ligger i regionen Norðurland eystra, 210 km nordost om huvudstaden Reykjavík. Toppen på Illaskurðshnjúkur är 1 113 meter över havet.
Trakten runt Illaskurðshnjúkur är nära nog obefolkad, med mindre än två invånare per kvadratkilometer. Det finns inga samhällen i närheten. Trakten runt Illaskurðshnjúkur består i huvudsak av gräsmarker.